# 92nd Air Refueling Wing

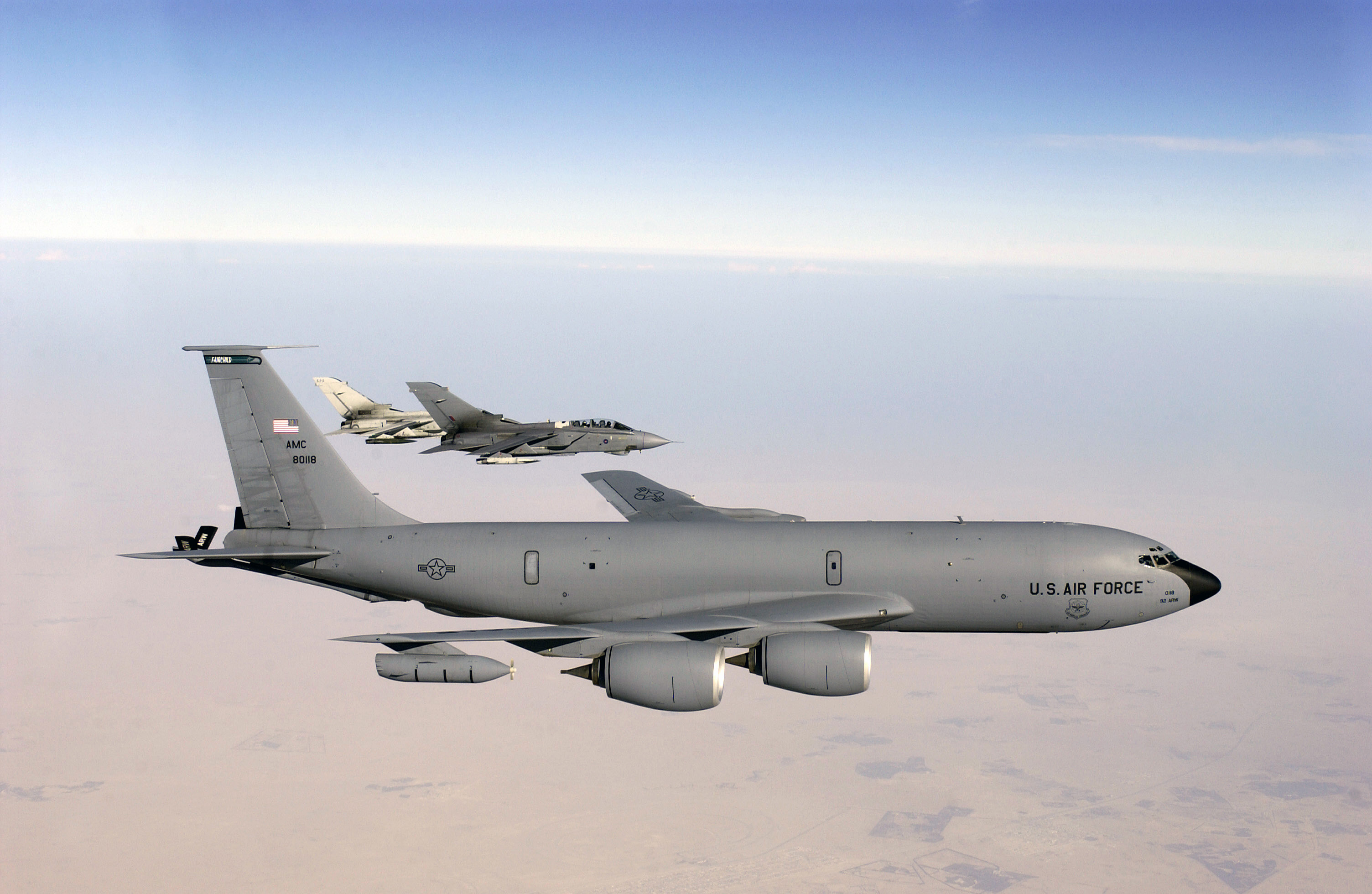
KC-135R dello Stormo durante l'operazione IRAQI FREEDOM

Il 92nd Air Refueling Wing è uno stormo da rifornimento in volo dell'Air Mobility Command, inquadrato nella Eighteenth Air Force. Il suo quartier generale è situato presso la Fairchild Air Force Base, nello stato di Washington.

## Missione
Allo stormo è associato il 141st Air Refueling Wing, Washington Air National Guard, il quale fornisce personale di supporto per la manutenzione e l'addestramento per i suoi 68 KC-135.

## Organizzazione
Attualmente, al maggio 2017, esso controlla:
- 92nd Operations Group
  - 92nd Operation Support Squadron
  -  92nd Air Refueling Squadron - Equipaggiato con 17 KC-135R/T
  -  93rd Air Refueling Squadron - Equipaggiato con 17 KC-135R/T
  -  97th Air Refueling Squadron - Equipaggiato con 17 KC-135R/T
  -  384th Air Refueling Squadron - Equipaggiato con 17 KC-135R/T
  -  912th Air Refueling Squadron, distaccato presso la March Air Reserve Base, California. Unità associata al 336th Air Refueling Squadron, 452nd Air Mobility Wing, Air Force Reserve Command
- 92nd Maintenance Group
  - 92nd Aircraft Maintenance Squadron
  - 92nd Maintenance Operations Squadron
  - 92nd Maintenance Squadron
- 92nd Medical Group
  - 92nd Aero Medical Dental Squadron
  - 92nd Medical Operations Squadron
  - 92nd Medical Support Squadron
- 92nd Mission Support Group
  - 92nd Civil Engineer Squadron
  - 92nd Communications Squadron
  - 92nd Contracting Squadron
  - 92nd Logistics Readiness Squadron
  - 92nd Force Support Squadron
  - 92nd Mission Support Squadron
  - 92nd Security Forces Squadron